# L'ombra abitata
L'ombra abitata è un film TV del regista italiano Massimo Mazzucco.
Liberamente tratto dal romanzo omonimo di Alberto Ongaro.

## Trama
Albert, un illustre mercante d'arte vive a New York City. Un giorno, per caso, visita una mostra fotografica dal titolo "Bistrot de Paris" di Carol Labronsky. In una vecchia foto di due giovani innamorati che si baciano seduti in un bistrot, Albert riconosce il suo primo amore, Rose, la ragazza di cui si innamorò perdutamente durante il suo soggiorno a Parigi nel 1959 che era scomparsa dopo averlo lasciato. In quella fotografia Rose indossa un maglione che le ha regalato Albert, prova che la foto è stata scattata dopo averlo incontrato. Tormentato dai ricordi, AIbert sente un bisogno ardente di scoprire cosa ne è stato di lei. Parte per Parigi per risolvere il mistero. Per avere assistenza nella ricerca, chiede l'aiuto ad un suo amico, Jean, un ragazzo che ha combattuto per l'amore di Rose. Per iniziare la loro ricerca il loro unico indizio è un ingrandimento della fotografia della coppia che si bacia. Dai piccoli dettagli della fotografia, Albert trova finalmente l'identità del ragazzo.